# 조너선 테일러 토머스
조너선 테일러 토머스(Jonathan Taylor Thomas, 1981년 9월 8일 ~ )는 미국의 전 배우이다.

## 출연 작품
- 뫼비우스 띠를 통해서 (2005) 라기스 왕자 목소리 역
- 스몰빌 (2001)
- 커밍 아웃 (2000)
- 스피드웨이 정키 (1999)
- 워킹 어크로스 이집트 (1999) 웨슬리 벤필드 역
- 아이 워크 업 어리 더 데이 아이 다이드 (1998)
- 홈 포 크리스마스 (1997) 제이크 윌킨슨 역
- 와일드 어드벤처 (1997)
- 피노키오의 모험 (1996) 피노키오 역
- 아빠 수업 (1995)
- 톰과 허크 (1995)
- 더 잇시 빗시 스파이더 (1994)
- 라이온 킹 (1994) 어린 심바 목소리 역
- 아빠 뭐하세요 (1991)